# 今野章
今野 章（こんの あきら、1974年9月12日 - ）は、日本の元プロサッカー選手、現指導者。選手時代のポジションはミッドフィールダー。

## 来歴
高校は地元の大船渡高校に進学。大学は国士舘大学へ進学。2年次からレギュラーを獲得しチームの攻撃の中心として活躍した。1997年にジュビロ磐田へ入団。同じポジションには当時日本代表だった名波浩、藤田俊哉、奥大介などがいたために、控えに甘んじる日々が続き、右サイドバックなどにも挑戦したが、レギュラー獲得とまではいかなかった。
2000年に川崎フロンターレへ移籍。主にトップ下として出場機会も増え、2003年にはチームのゲームキャプテンを務めるなど長年にわたり中心選手としてチームを支えた。2003年6月28日のサガン鳥栖戦で川崎フロンターレ日本人選手初となるハットトリックを達成した。2006年12月9日に行われた天皇杯5回戦・ヴァンフォーレ甲府との試合が最後の出場となった。
2003年に日本サッカー協会公認C級ライセンス、2008年に日本サッカー協会公認B級ライセンス、2011年に日本サッカー協会公認A級ライセンス、2016年に日本サッカー協会公認S級ライセンスを修得。
2024年にベガルタ仙台のコーチに就任。

## エピソード
- 磐田在籍時の1998年には不慣れな右サイドバックとして起用され、試合中にもかかわらずドゥンガに指導を受けるというシーンがあった。
- 愛称は「キンちゃん」。これは名字の「今」の音読みではなく、萩本欽一に由来している。
- 小笠原満男の高校の先輩にあたり、川崎対鹿島戦等の試合前には小笠原の方から挨拶に訪れることがある。

## 所属クラブ
- 立根サッカー少年団
- 大船渡市立大船渡第一中学校
- 岩手県立大船渡高等学校
- 国士舘大学
- 1997年 - 1999年 ジュビロ磐田
- 2000年 - 2006年 川崎フロンターレ

## 個人成績
| 国内大会個人成績 | 国内大会個人成績 | 国内大会個人成績 | 国内大会個人成績 | 国内大会個人成績 | 国内大会個人成績 | 国内大会個人成績 | 国内大会個人成績 | 国内大会個人成績 | 国内大会個人成績 | 国内大会個人成績 | 国内大会個人成績 |
| 年度             | クラブ           | 背番号           | リーグ           | リーグ戦         | リーグ戦         | リーグ杯         | リーグ杯         | オープン杯       | オープン杯       | 期間通算         | 期間通算         |
| 年度             | クラブ           | 背番号           | リーグ           | 出場             | 得点             | 出場             | 得点             | 出場             | 得点             | 出場             | 得点             |
| 日本             | 日本             | 日本             | 日本             | リーグ戦         | リーグ戦         | リーグ杯         | リーグ杯         | 天皇杯           | 天皇杯           | 期間通算         | 期間通算         |
| ---------------- | ---------------- | ---------------- | ---------------- | ---------------- | ---------------- | ---------------- | ---------------- | ---------------- | ---------------- | ---------------- | ---------------- |
| 1997             | 磐田             | 15               | J                | 0                | 0                | 0                | 0                | 0                | 0                | 0                | 0                |
| 1998             | 磐田             | 15               | J                | 4                | 0                | 1                | 0                | 0                | 0                | 5                | 0                |
| 1999             | 磐田             | 15               | J1               | 1                | 0                | 1                | 0                | 0                | 0                | 2                | 0                |
| 2000             | 川崎             | 28               | J1               | 20               | 3                | 4                | 0                | 1                | 0                | 25               | 3                |
| 2001             | 川崎             | 18               | J2               | 35               | 9                | 2                | 0                | 5                | 0                | 42               | 9                |
| 2002             | 川崎             | 18               | J2               | 21               | 2                | -                | -                | 5                | 1                | 26               | 3                |
| 2003             | 川崎             | 18               | J2               | 41               | 7                | -                | -                | 4                | 1                | 45               | 8                |
| 2004             | 川崎             | 18               | J2               | 24               | 2                | -                | -                | 1                | 0                | 25               | 2                |
| 2005             | 川崎             | 18               | J1               | 9                | 1                | 4                | 0                | 0                | 0                | 13               | 1                |
| 2006             | 川崎             | 18               | J1               | 8                | 0                | 3                | 1                | 1                | 0                | 12               | 1                |
| 通算             | 日本             | 日本             | J1               | 42               | 4                | 13               | 1                | 2                | 0                | 57               | 5                |
| 通算             | 日本             | 日本             | J2               | 121              | 20               | 2                | 0                | 15               | 2                | 138              | 22               |
| 総通算           | 総通算           | 総通算           | 総通算           | 163              | 24               | 15               | 1                | 17               | 2                | 195              | 27               |

その他の公式戦
- 1998年
  - スーパーカップ 1試合0得点
- Jリーグ初出場: 1998年3月21日 1stステージ 第1節 京都パープルサンガ戦
- Jリーグ初得点: 2000年4月1日 1stステージ 第4節 ヴィッセル神戸戦

## 指導歴
- 2007年 - 2023年 川崎フロンターレ
  - 2007年 - 2010年 トップチーム アシスタントコーチ
  - 2011年 - 2012年 トップチーム コーチ
  - 2013年 - 2019年 U-18 監督
  - 2020年 - 2022年 U-15B コーチ
  - 2023年 U-15生田 コーチ
- 2024年 - ベガルタ仙台 コーチ